# Coppa di Romania 1975-1976
La Cupa României 1975-1976 è stata la 38ª edizione della coppa nazionale disputata tra il 28 febbraio 1976 e il 30 giugno 1976 e conclusa con la vittoria del Steaua Bucarest, al suo dodicesimo titolo.

## Formula
La competizione si svolse ad eliminazione diretta in gara unica in campo neutro.
Parteciparono le squadre delle serie inferiori e, a partire dai sedicesimi di finale, quelle della massima serie.
La vincitrice si qualificò alla Coppa delle Coppe 1976-1977

## Sedicesimi di finale
Gli incontri si disputarono il 28, 29 febbraio e 23 marzo 1976.
| Squadra 1                | Risultato         | Squadra 2                    |
| ------------------------ | ----------------- | ---------------------------- |
| FIL Orăṣtie              | 0 - 0 (4 – 3 dtr) | Metalul Turnu-Severin        |
| Letea Bacău              | 3 - 1             | Tractorul Brașov             |
| Sport Club Bacău         | 1 - 2             | UTA Arad                     |
| Progresul București      | 0 - 0 (4 – 2 dtr) | FCM Reșița                   |
| Rapid Bucarest           | 0 - 0 (5 – 3 dtr) | Politehnica Iaşi             |
| Gloria Buzău             | 1 - 1 (4 – 5 dtr) | FC Bihor Oradea              |
| CA Câmpulung-Moldovenesc | 1 - 2 (dts)       | Universitatea Cluj           |
| FC Galați                | 1 - 0             | CFR Cluj                     |
| Energia Oneşti           | 0 - 2             | FC Argeş Piteşti             |
| Dierna Orṣova            | 1 - 2             | FC Baia Mare                 |
| Dacia Piteṣti            | 0 - 4             | Jiul Petroșani               |
| Olimpia Satu-Mare        | 1 - 4             | Steaua Bucarest              |
| Șoimii Sibiu             | 1 - 3             | Universitatea Craiova        |
| Politehnica Timişoara    | 0 - 1             | FC Constanţa                 |
| ASA Târgu Mureș          | 4 - 2             | Dinamo Bucarest              |
| Minerul Turṭ             | 1 - 8             | Sportul Studențesc București |

## Ottavi di finale
Gli incontri si sono disputati il 16 giugno 1976.
| Squadra 1                    | Risultato         | Squadra 2             |
| ---------------------------- | ----------------- | --------------------- |
| Rapid Bucarest               | 1 - 0 (dts)       | Progresul București   |
| FC Galați                    | 1 - 0             | Jiul Petroșani        |
| Sportul Studențesc București | 3 - 1             | Politehnica Timişoara |
| Steaua Bucarest              | 8 - 1             | FIL Orăṣtie           |
| FC Argeş Piteşti             | 4 - 3             | FC Baia Mare          |
| ASA Târgu Mureș              | 0 - 0 (3 – 0 dtr) | Universitatea Cluj    |
| Universitatea Craiova        | 3 - 2             | UTA Arad              |
| FC Bihor Oradea              | 3 - 0             | Letea Bacău           |

## Quarti di finale
Gli incontri si sono disputati il 23 giugno 1976.
| Squadra 1             | Risultato | Squadra 2                    |
| --------------------- | --------- | ---------------------------- |
| Steaua Bucarest       | 2 - 0     | Rapid Bucarest               |
| Universitatea Craiova | 2 - 1     | Sportul Studențesc București |
| FC Galați             | 2 - 0     | ASA Târgu Mureș              |
| FC Bihor Oradea       | 1 - 0     | FC Argeş Piteşti             |

## Semifinali
Gli incontri si sono disputati il 27 giugno 1976.
| Squadra 1       | Risultato | Squadra 2             |
| --------------- | --------- | --------------------- |
| FC Galați       | 1 - 0     | Universitatea Craiova |
| Steaua Bucarest | 4 - 2     | FC Bihor Oradea       |

## Finale
La finale venne disputata il 30 giugno 1976 a Bucarest.
| Arbitro: | Nicolae Petriceanu (Bucarest) |

|                       |           |  |
| Anghel Iordănescu 75’ | Marcatori |  |